# Ciutelec, Bihor
Ciutelec este un sat în comuna Tăuteu din județul Bihor, Crișana, România.